# 格里姆·纳特威克
格里姆·纳特威克（英文：Grim Natwick，1890年8月16日—1990年10月7日）是一位美国艺术家、动画师和电影导演。纳特威克以绘制弗莱舍工作室最受欢迎的角色贝蒂娃娃而闻名。

## 生平
纳特威克出生于威斯康星州急流城，就读于芝加哥艺术学院，有五个兄弟和两个姐妹。他的父母詹姆斯和昂莉安塔经营一家家具店。他的祖父是最早于1847年抵达威斯康星州的挪威移民之一。他在威斯康星州大急流城（现为急流城的一部分）有11个孩子，其中包括格里姆的父亲詹姆斯和格瑞姆的堂兄米尔德里德·纳特威克的父亲约瑟夫。
纳特威克在高中就因其艺术作品和诗歌而闻名。尽管从未出版过，但他的许多诗集于2011年夏天在威斯康星州的南伍德县历史博物馆展出，那里有纳特威克作品的永久展览。据说他的兄弟弗兰克是威斯康星州首批受邀参加1908年奥运会的运动员之一。他是威斯康星大学麦迪逊分校的高跨栏运动员，曾任班长。
在芝加哥艺术学院学习后，他去了美国国家设计学院。

## 职业生涯

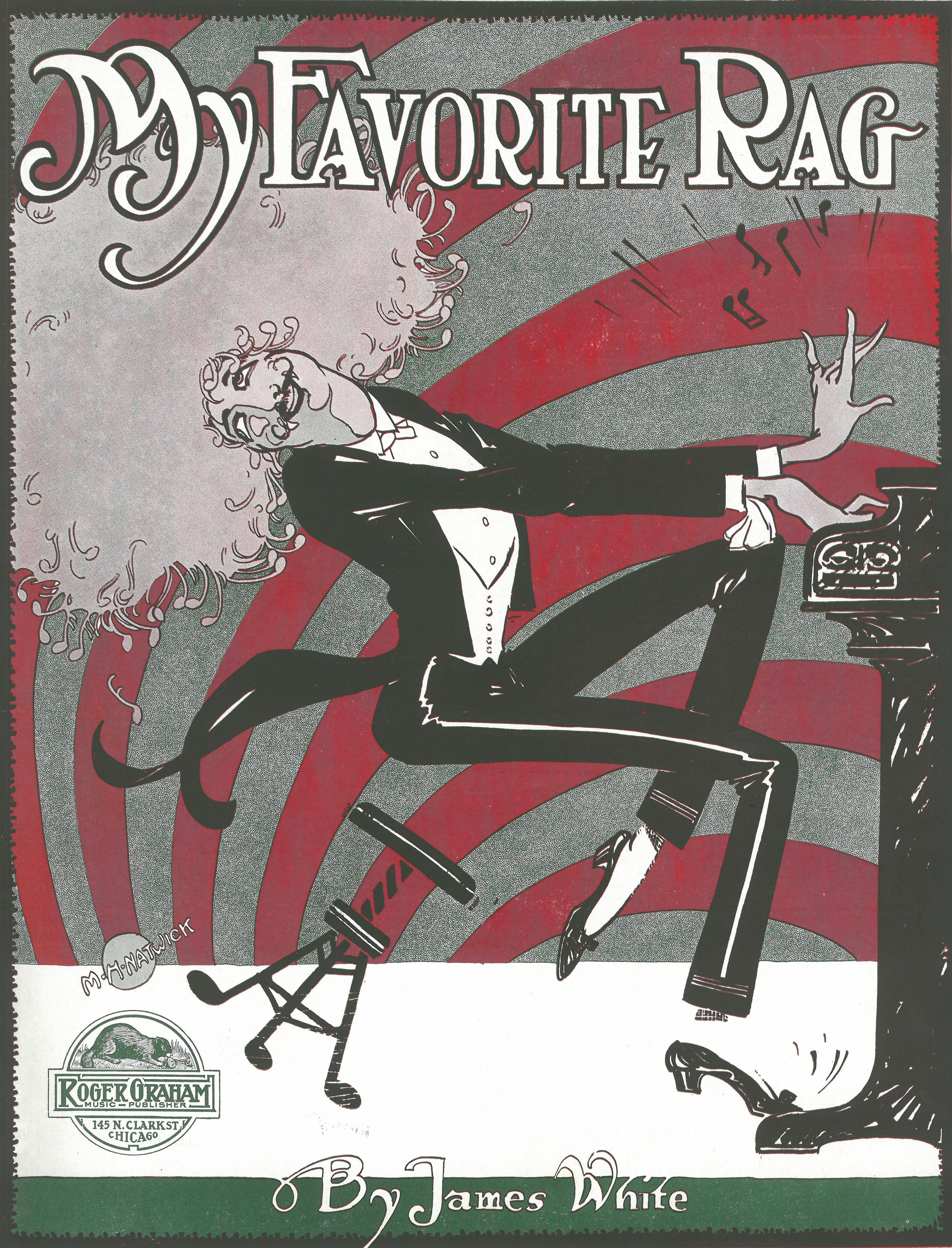
1915年的乐谱封面，这是纳特威克最早出版的作品之一

纳特威克的艺术生涯始于为乐谱设计封面，最初是为一位在音乐出版公司工作的朋友设计的。纳特威克发现自己擅长这类工作，于是联系了芝加哥的其他出版商，最终为许多歌曲的封面画了插图，通常不超过两种颜色。一个以前的同学说服他在威廉·赫斯特工作室尝试做动画，该工作室只为他们出版的漫画制作动画。1925年，在工作室工作了一年后，他带着积蓄前往维也纳国家学院，在那里他主要画的是女性的解剖结构。他受到埃贡·席勒和古斯塔夫·克林姆的影响。他于1928年夏末毕业，搬回了纽约。纳特威克以在马克思·弗莱舍的指导下绘制弗莱舍工作室最受欢迎的角色贝蒂娃娃而闻名。贝蒂娃娃这个角色的法律所有权属于工作室（因为纳特威克只是一名员工），他应工作室负责人马克思·弗莱舍的要求创作了贝蒂娃娃的原始设计。纳特威克曾为多家美国动画工作室工作，包括乌布·伊沃克斯工作室、华特迪士尼动画工作室、华特·朗兹制作公司、UPA和理查德·威廉姆斯工作室。在伊沃克斯，纳特维克为《青蛙翻身》动画片制作了动画。在迪斯尼，纳特威克是《白雪公主与七个小矮人》的首席动画师，并在使这位女主角栩栩如生方面发挥了作用。
1939年在弗莱舍工作室工作时，纳特威克负责为《格列佛游记》画王子和公主。他还帮助制作了《幻想曲》中的米老鼠、Magoo先生、大力水手、菲利克斯猫和许多其他1940和1950年代的卡通巨星。纳特威克的三名前助手包括沃尔特·兰茨（赫斯特）、查克·琼斯（艾沃克斯）和马克·戴维斯（迪士尼）。
在1980年代和1990年代，纳特威克在国家学生电影学院的顾问委员会任职。
有证据表明纳特威克在他漫长的一生中后期做了一些商业工作。据当时与纳特威克合作的同时代人说，他似乎对《桑尼和爷爷》的早期形象做出了贡献。桑尼是通用磨坊公司可可泡芙的“杜鹃”动画吉祥物。
1990年10月7日在庆祝了他100岁生日的两个月后，纳特威克在加利福尼亚州洛杉矶死于肺炎和心脏病。
2010年，威斯康星州历史学会在威斯康星州急流城为纳特威克竖立了一块纪念牌匾。急流城的南伍德县历史博物馆长期展览纳特威克的作品。
自2010年以来，格里姆·纳特威克电影节每年在大急流城举行，为期三天，来自全州及其他地区的动画师参加小组讨论和作品放映。
最近，纳特威克的名字成为了2017年电子游戏茶杯头中一个角色的灵感来源，这是一款具有1930年代卡通风格和基调（主要受弗莱舍工作室的影响）的平台游戏。他的名字被改编成一个名叫冷酷火柴的龙角色，他的口吃和说话与纳特威克本人相似。

## 部分作品
- 1930年 《食色迷魂记》
- 1931年 《宾宝的入会仪式》
- 1935年 《甜饼狂欢节》
- 1935年 《米奇的救火队》
- 1936年 《大明星马上曲棍球大赛》
- 1936年 《阿尔卑斯的登山者》
- 1937年 《白雪公主和七个小矮人》
- 1938年 《鹅妈妈去好莱坞》
- 1939年 《小人国》
- 1943年 《注意了，东条先生》
- 1951年 《多根的嘟嘟声》
- 1958年 《菲利克斯猫》
- 1977年 《玩具音乐奇遇记》
- 1993年 《小偷与鞋匠》